# Atlantic Park
Atlantic Park est un parc aquatique français situé sur la station balnéaire du Penon, dans la commune de Seignosse.

## Présentation
C'est le plus grand parc aquatique et de loisirs des Landes. C'est un établissement privé qui totalise 2 800 m2 de bassins avec toboggans multi-pistes, toboggan à virage, à tunnel, tube, un kamikaze et un super kamikaze de 9 mètres de haut. Il propose aussi des bains bouillonnants, un spa, des bassins de 25 m et une rivière à contre-courant pour les amoureux de la natation, ainsi que des pataugeoires avec mini-toboggans pour les petits.
Ce parc dispose d'une aire de loisirs avec terrains de beach-volley et de pétanque, aire de jeux pour enfants avec des structures gonflables (château, parcours), portiques, tyrolienne mais aussi des plages végétales ou sablonneuses, des aires de pique-nique ombragées. Un bar-restaurant est également présent sur ce lieu.

## Informations économiques
La société Atlantic Park a été créée le 24 février 1999.
En 2016, elle réalisé un chiffre d'affaires de 801 300 € et dégagé un résultat de 44 600 €.
Elle est dirigée par Marc Dauliach,.